# Vestmanna
Vestmanna és una poble de les illes Fèroe, situada a l'oest de l'illa de Streymoy. És l'única localitat del municipi de Vestmanna. El 2021 comptava amb una població de 1.248 habitants.
El seu nom en feroès significa "homes occidentals", nom que els vikings donaven als celtes.
La principal activitat econòmica de Vestmanna és la pesca i la indústria processadora de peix. El municipi és també un important generador d'electricitat.
L'actual primer ministre de les Illes Fèroe (legislatura 2019-2023), Bárður á Steig Nielsen, és nascut a Vestmanna.

## Geografia
Rodegen la localitat les següents muntanyes: el Hægstafjall (296 m snm), l'Økslin (317 m snm), el Loysingafjall (639 m snm) i el Moskurfjall (624 m snm). El riu Gjógvará, avui parcialment canalitzat, travessa el poble i desemboca al port, al Vestmannasund. Al nord i a l'est del poble hi ha uns altiplans que acullen quatre embassaments que aboquen les seves aigües a la badia de Vestmanna; aquests embassaments s'utilitzen per a generar energia elèctrica. A Vestmanna hi ha un total de 3 plantes generadores que constitueixen la major producció d'hidroelectricitat de totes les Fèroe.

## Història
El nom de Vestmanna apareix per primer cop als documents vers el 1350, i fins al 1400 ho fa amb la forma del nòrdic antic "Vestmannahøfn". L'etimologia indicaria que el lloc estava habitat per colons que venien de l'oest. El terme "homes de l'oest" podria indicar una presència primerenca de colons irlandesos, que hi haurien arribat abans que els vikings.
Vestmanna és un dels pobles que surt esmentat al Hundabrævið, document del segle XIV que legislava la tinença de gossos a l'arxipèlag.

## Cultura i esports
A Vestmanna hi ha una escola d'educació primària i una altra d'educació secundària. Hi ha també una biblioteca pública i un museu de cera sobre la història dels vikings.
El Vestmanna Ítrottarfelag es un club esportiu d'handbol, bàdminton i rem. El Vestmanna Talvfelag és el club local d'escacs. A l'escola de Vestmanna hi ha una sala de gimnàs —on hi entrena un filial del Havnar Fimleikafelag ("Club de gimnàs de Tórshavn")— i una piscina coberta.